# Момчета-чудо
Момчета-чудо (на английски: Wonder Boys) е американски филм от 2000 г., базиран на едноименния роман на Майкъл Шейбон.

## Сюжет
„Момчета чудо“ е изпълнената с черен хумор комична одисея на мъж на средна възраст, преоткрил себе си. Грейди Трип Майкъл Дъглас е колежански професор в Питсбърг, току-що разведен за трети път. Дебютният му роман е спечелил авторитетна награда, но от доста време все не успява да завърши новата си книга. Ежегодният литературен фестивал в колежа този път изпълва някогашното момче-чудо с порядъчна доза самосъжаление и безпокойство. През един изключително трескав уикенд той трябва да направи последен опит да спаси своя живот, почти излязъл извън контрол. Плътно до него са Джеймс Лиър Тоби Магуайър – надарен, но проблемен негов студент, ексцентричният му редактор Тери Крабтрий Робърт Дауни Джуниър, Сара Гаскъл Франсиз Макдорманд – омъжената ректорка на колежа, в който той преподава, която е бременна от него, както и Хана Грийн Кейти Холмс – студентка, живееща под наем в къщата му и сериозно увлечена по него.

## Актьорски състав
| Актьор               | Роля                 |
| -------------------- | -------------------- |
| Майкъл Дъглас        | професор Грейди Трип |
| Тоби Магуайър        | Джеймс Лиър          |
| Робърт Дауни Джуниър | Тери Крабтрий        |
| Франсис Макдорманд   | Сара Гаскъл          |
| Кейти Холмс          | Хана Грийн           |
| Рип Торн             | Куентин Морууд       |
| Ричард Томас         | Уолтър Гаскъл        |

## Награди и номинации
| Награда                              | Категория                              | Номиниран(и)                         | Резултат  |
| ------------------------------------ | -------------------------------------- | ------------------------------------ | --------- |
| Награди на филмовата академия на САЩ | Най-добра оригинална песен             | „Things Have Changed“                | награда   |
| Награди на филмовата академия на САЩ | Най-добър филмов монтаж                | Най-добър филмов монтаж              | номинация |
| Награди на филмовата академия на САЩ | Най-добър адаптиран сценарий           | Стив Клоувс                          | номинация |
| Награда на БАФТА                     | Най-добър актьор в главна роля         | Майкъл Дъглас                        | номинация |
| Награда на БАФТА                     | Най-добър адаптиран сценарий           | Стив Клоувс                          | номинация |
| Златен глобус                        | Най-добра оригинална песен             | „Things Have Changed“                | награда   |
| Златен глобус                        | Най-добър драматичен филм              | Най-добър драматичен филм            | номинация |
| Златен глобус                        | Най-добър актьор в драматичен филм     | Майкъл Дъглас                        | номинация |
| Златен глобус                        | Най-добър сценарий                     | Стив Клоувс                          | номинация |
| Сателит                              | Най-добър актьор в мюзикъл или комедия | Майкъл Дъглас                        | награда   |
| Сателит                              | Най-добър филм - мюзикъл или комедия   | Най-добър филм - мюзикъл или комедия | номинация |
| Сателит                              | Най-добра оригинална песен             | „Things Have Changed“                | номинация |